# 6-os metró (Peking)
A pekingi 6-os metró (egyszerűsített kínai: 北京地铁6号线; pinjin: běijīng dìtiě liùhào xiàn) egy kelet–nyugati irányú metróvonal Peking központjában. A 6-os vonal színe      barna. 2012. december 30-án indult meg rajta a közlekedés.
A 6-os metró használja Peking legnagyobb kapacitású metrókocsijait, a 8 kocsis metró férőhelye 1960 fő, míg a többi vonalon 6, az Airport Express vonalon csak 4 kocsis vonatok közlekednek. Peking leggyorsabb metróvonala, mert itt a vonatok képesek elérni akár a 100 km/h-t is, míg a többin a 80 km/h a megengedett sebesség.

## Üzemidő
| 6-os vonal indulásai | Első  | Utolsó |
| -------------------- | ----- | ------ |
| Lucheng felé         | 05:23 | 23:19  |
| Haidian Wuluju felé  | 05:15 | 22:49  |

## Állomáslista
| 6 (Haidian Wuluju – Lucheng) | 6 (Haidian Wuluju – Lucheng) | 6 (Haidian Wuluju – Lucheng)                                 |  |
| Állomás (angol név)          | Állomás (kínai név)          | Átszállás                                                    |  |
| ---------------------------- | ---------------------------- | ------------------------------------------------------------ |  |
|                              |                              |                                                              |  |
| Haidian Wuluju               | 海淀五路居                   |                                                              |  |
| Cishousi                     | 慈寿寺                       | 10-es vonal                                                  |  |
| Huayuanqiao                  | 花园桥                       |                                                              |  |
| Baishiqiao South             | 白石桥南                     | 9-es vonal                                                   |  |
| Erligou                      | 二里沟                       | 16-os vonal (2016–2017-től)                                  |  |
| Chegongzhuang West           | 车公庄西                     |                                                              |  |
| Chegongzhuang                | 车公庄                       | 2-es vonal                                                   |  |
| Ping'anli                    | 平安里                       | 3-as vonal (2020–2021-től) 4-es vonal 19-es vonal (2019-től) |  |
| Beihai North                 | 北海北                       |                                                              |  |
| Nanluoguxiang                | 南锣鼓巷                     | 3-as vonal (2020–2021-től) 8-as vonal                        |  |
| Dongsi                       | 东四                         | 5-ös vonal                                                   |  |
| Chaoyangmen                  | 朝阳门                       | 2-es vonal                                                   |  |
| Dongdaqiao                   | 东大桥                       | 17-es vonal                                                  |  |
| Hujialou                     | 呼家楼                       | 10-es vonal                                                  |  |
| Jintailu                     | 金台路                       | 14-es vonal                                                  |  |
| Shilipu                      | 十里堡                       |                                                              |  |
| Qingnianlu                   | 青年路                       |                                                              |  |
| Dalianpo                     | 褡裢坡                       |                                                              |  |
| Huangqu                      | 黄渠                         |                                                              |  |
| Changying                    | 常营                         |                                                              |  |
| Caofang                      | 草房                         |                                                              |  |
| Wuzixueyuanlu                | 物资学院路                   |                                                              |  |
| Tongzhou Beiguan             | 通州北关                     |                                                              |  |
| Tongyunmen                   | 通运门                       |                                                              |  |
| Beiyunhe West                | 北运河西                     |                                                              |  |
| Beiyunhe East                | 北运河东                     |                                                              |  |
| Haojiafu                     | 郝家府                       |                                                              |  |
| Dongxiayuan                  | 东夏园                       |                                                              |  |
| Lucheng                      | 潞城                         |                                                              |  |
|                              |                              |                                                              |  |

## Fordítás
- Ez a szócikk részben vagy egészben  a   Line 6, Beijing Subway című angol Wikipédia-szócikk fordításán alapul.  Az eredeti cikk szerkesztőit annak laptörténete sorolja fel. Ez a jelzés csupán a megfogalmazás eredetét és a szerzői jogokat jelzi, nem szolgál a cikkben szereplő információk forrásmegjelöléseként.
- Ez a szócikk részben vagy egészben  a(z)   北京地铁6号线 című kínai Wikipédia-szócikk fordításán alapul.  Az eredeti cikk szerkesztőit annak laptörténete sorolja fel. Ez a jelzés csupán a megfogalmazás eredetét és a szerzői jogokat jelzi, nem szolgál a cikkben szereplő információk forrásmegjelöléseként.